# Pierre Brien
Pour l’article homonyme, voir Brien.
Pierre Brien B.A.A. (né le 22 juin 1970) est un administrateur, économiste et homme politique fédéral du Québec.

## Biographie
Né à Ville-Marie, il devient député du Bloc québécois dans la circonscription fédérale de Témiscamingue en 1993. Réélu en 1997 et en 2000, il quitta le caucus du Bloc pour siéger comme député indépendant. Il démissionna en 2003 pour se présenter sur la scène provinciale. 
Candidat de l'Action démocratique du Québec dans la circonscription provinciale de Rouyn-Noranda—Témiscamingue en 2003, il est, avec le député sortant et péquiste Rémy Trudel, défait par le libéral Daniel Bernard.
Durant son passage à la Chambre des communes, il est porte-parole du Bloc en matière de Revenu national de 1994 à 1996, d'Industrie pharmaceutique et de Défense nationale de 1996 à 1998, d'Affaires intergouvernementales et de Conseil privé de 1998 à 1999, d'Industrie de 1999 à 2001, de Sciences, Recherche et Développement de 2000 à 2001, d'Agence de développement économique du Canada pour les régions du Québec en 2001, d'Affaires parlementaires de 2001 à 2002 et d'Examen de la réglementation en 2002. Il  est également Président du caucus bloquiste en 1996 et whip de 2001 à 2002.